# Vefsna
Vefsna (szw. Vapstälven, płd-lap. Vaapstenjeanoe) – rzeka w Norwegii, najdłuższa w okręgu Nordland. Ma 163 km długości i dorzecze o powierzchni 4122 km². Wypływa z jeziora Simskardvatnet w górach Parku Narodowego Børgefjell. Przepływa przez gminy Hattfjelldal, Grane i Vefsn. Uchodzi do Vefsnfjordu w pobliżu Mosjøen.
Należała do rzek zasobnych w łososia, jednak obecnie nie jest w efekcie działania pasożyta Gyrodactylus salaris.